# Alborea (Albacete)
Alborea ist ein Ort und eine Gemeinde (municipio) mit 676 Einwohnern (Stand: 2024) im Osten der Provinz Albacete in der Autonomen Region Kastilien-La Mancha im Südosten Spaniens. Sie ist Teil der Comarca La Manchuela.

## Lage und Klima
Alborea liegt etwa 45 Kilometer (Fahrtstrecke) nordöstlich der Provinzhauptstadt Albacete in einer Höhe von ca. 710 m. Das Klima im Winter ist gemäßigt, im Sommer dagegen warm bis heiß; die eher geringen Niederschlagsmengen (ca. 362 mm/Jahr) fallen – mit Ausnahme der nahezu regenlosen Sommermonate – verteilt übers ganze Jahr.

## Bevölkerungsentwicklung
| Jahr      | 1970 | 1981 | 1991 | 2001 | 2011 | 2021 |
| Einwohner | 1340 | 1057 | 797  | 778  | 830  | 663  |

## Sehenswürdigkeiten
- Kirche Mariä Geburt (Iglesia de Nuestra Señora de la Natividad)

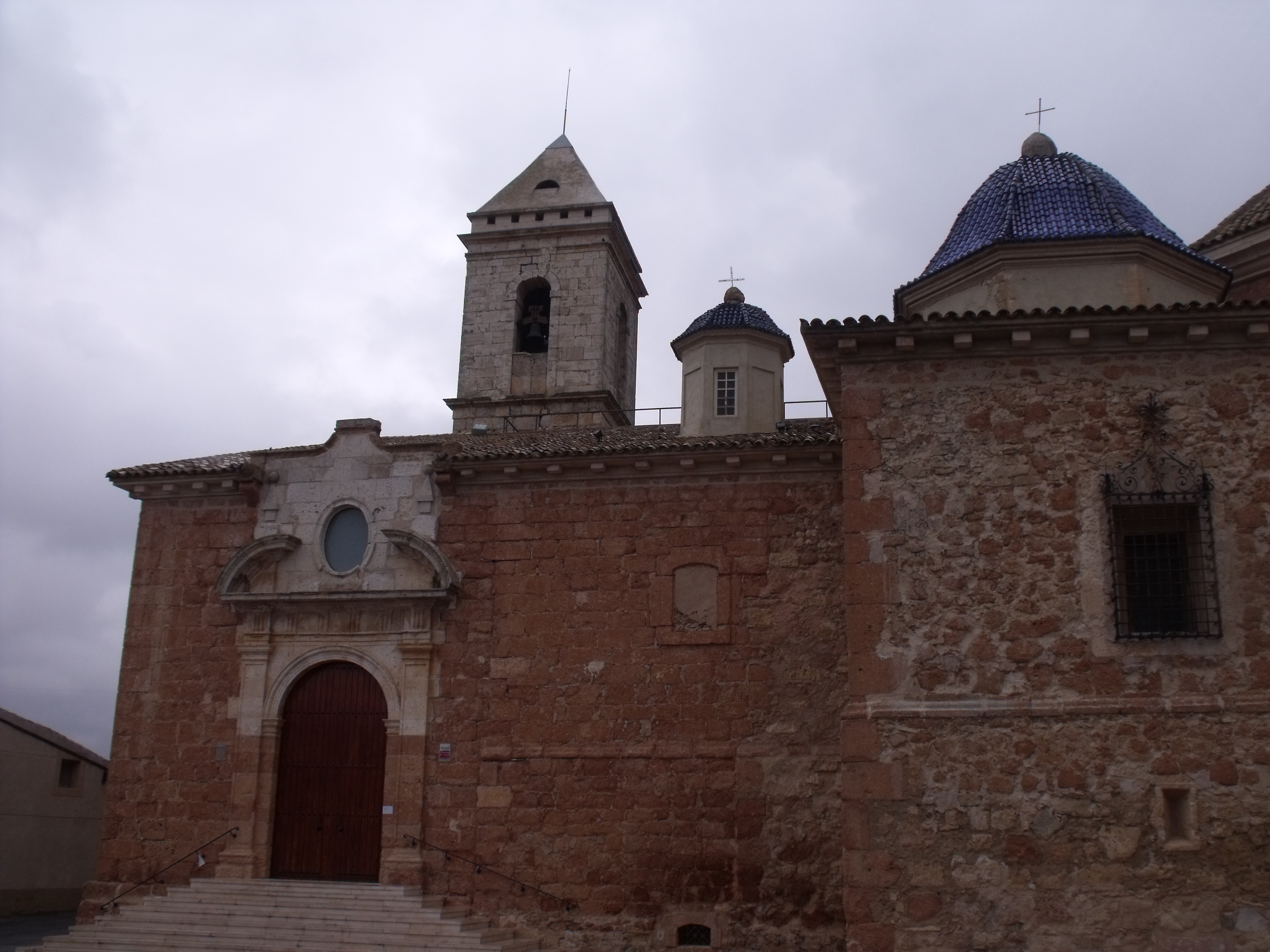
Kirche Mariä Geburt
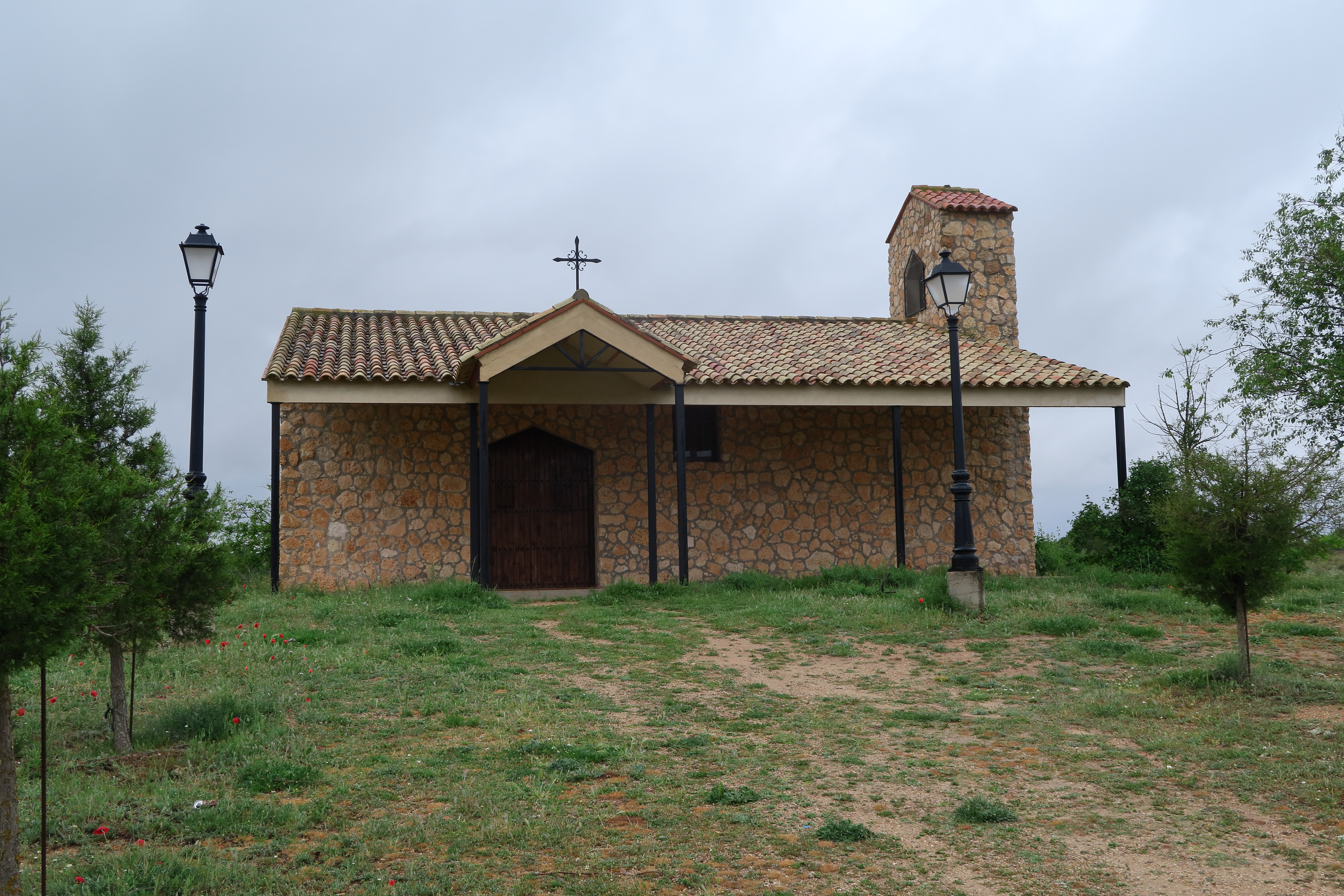
Kapelle
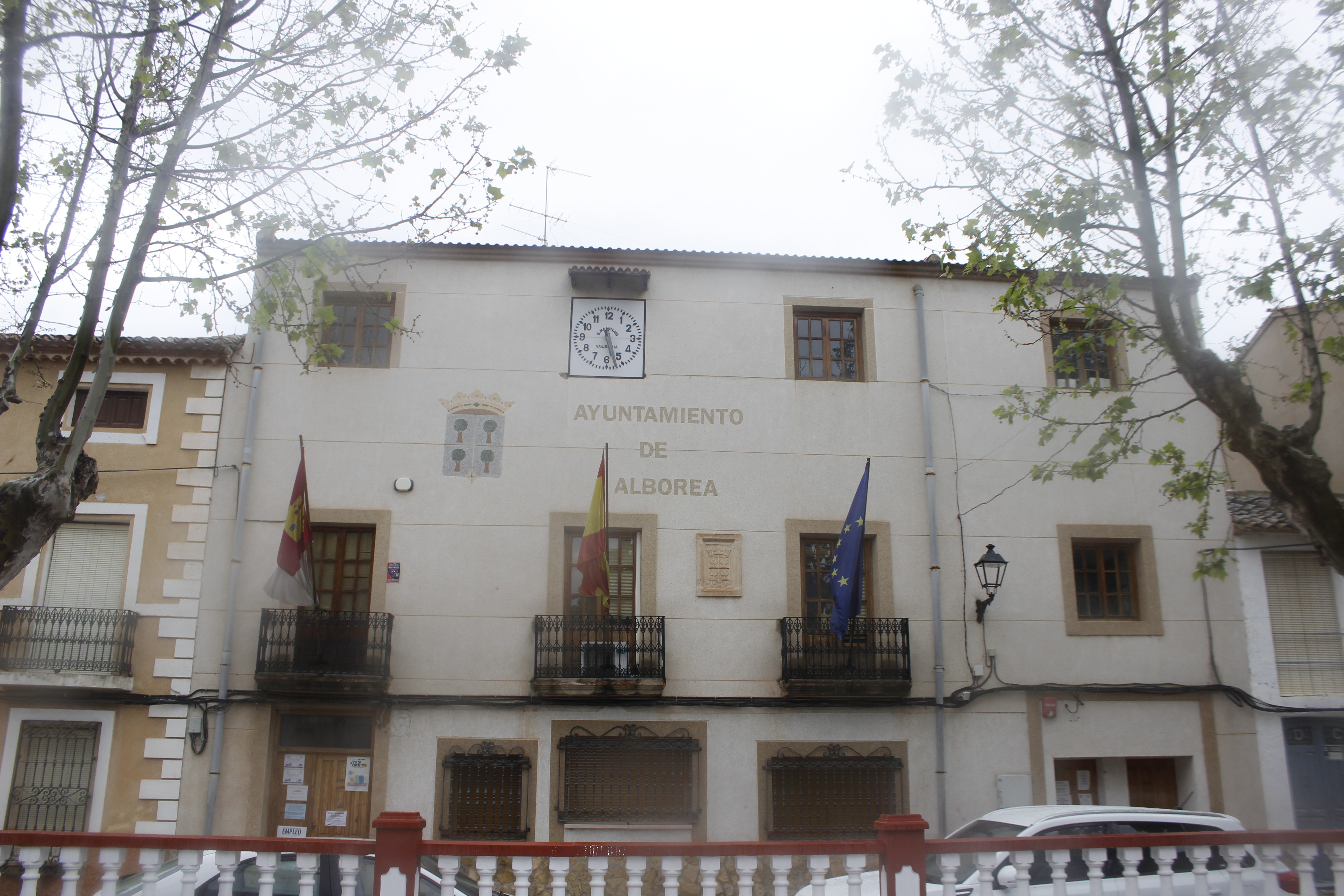
Rathaus